# Cilentain
Le cilentain (celendano ou cilindanu) est un dialecte parlé dans l'aire géographique du Cilento, dans la province de Salerne en Italie.

## Variantes principales
Ce dialecte est divisé en deux grandes parties :
- cilentain du Nord : (influencé en grande partie par le napolitain)
- cilentain méridional : (influencé par le sicilien et considéré comme dialecte de celui-ci)

Le clientain méridional, aux caractéristiques nettement siciliennes, regroupe trois patois (Roccagloriosa, Alfano, Rofrano) du haut bassin du Mingarde. La côte méridionale du Clientelo pratique un dialecte appartenant au groupe dit italien méridional (napolitain, lucanien, calabrais septentrional, apulien...).

## Influences
La plus grande influence linguistique de ce dialecte provient du sicilien. Dans les zones avec une grande influence du sicilien, on trouve le "u" comme lettre finale au lieu du « o ». L'autre grande influence, surtout dans la zone centre-septentrionale qui comporte le Vallo di Diano et la Basilicate, provient des dialectes lucaniens de la région de Potenza et sa province. Dans les villes plus au nord de la province de Salerne, (comme Agropoli ou Paestum) le dialecte est plus influencé par le napolitain.